# Forefather
Forefather ist eine englische Pagan-Metal-Band. In Abgrenzung zu anderen Gruppen dieses Genres, die musikalisch stärker vom Black Metal beeinflusst sind, bezeichnete die Gruppe selbst ihre Musik einstweilen auch als „Heathen Metal“.

## Geschichte
Forefather wurden im September 1997 von den Brüdern Wulfstan und Athelstan in Surrey gegründet. Das erste Lied Deep into Time wurde im folgenden Oktober geschrieben. Im August 1998 begannen die Aufnahmen zum Debütalbum Deep Into Time im Studio The Croft. Zwei Monate darauf waren diese bereits abgeschlossen und es wurde Liedmaterial für ein zweites Album geschrieben. Zwecks der Veröffentlichung des Debütalbums im März 1999 wurde das eigene Label Angelisc Enterprises gegründet. Im Frühjahr 2000 erschien außerdem bei Millenium Metal Music die Kompilation Legends Untold, die Demoaufnahmen und Alternativversionen aus dieser Zeit beinhaltet. Im Mai 2000 starteten die Studioarbeiten am zweiten Album The Fighting Man, welches im Oktober desselben Jahres veröffentlicht wurde. Erneut begann parallel dazu das Songwriting für ein drittes Album. Von September bis November 2001 wurde dieses aufgenommen und im März 2002 unter dem Titel Engla Tocyme veröffentlicht. Im August 2003 unterschrieben Forefather beim niederländischen Label Karmageddon Media. Im Oktober darauf starteten die Studioaufnahmen zum vierten Album Ours is the Kingdom, welches im Mai 2004 veröffentlicht wurde. Die Wiederveröffentlichung der ersten drei Alben mit Bonusmaterial erfolgte im Juni. Im Dezember 2004 beteiligten sich Forefather am internationalen Folk-Metal-Projekt Folkearth, für das sie das Lied A Nordic Poem schrieben und einspielten. Auf dem im März 2005 erschienenen Burzum-Tributealbum interpretierten sie das Lied Beholding the Daughters of the Firmamen. Zwecks der Wiederveröffentlichung von Deep Into Time als LP über das deutsche Label Eisenwald Tonschmiede im Juni 2005 wurde das neue Lied A Hearth Companion’s Pride aufgenommen. Im Dezember beteiligten sich Forefather am Falkenbach-Tributealbum mit ihrer Version von Heathenpride, obgleich das Lied unter dem Projektnamen Folkearth firmierte. Im Juni 2006 entstanden die ersten Gitarrenspuren für das sechste Album. Für das Folkearth-Album By the Sword of my father steuerten Forefather mit The Lady's Gift im August erneut ein eigenes Lied bei, darüber hinaus verlieh Athelstan dem Lied Scaldic Art seine Stimme. Im März 2007 beteiligten sie sich an einer Anti-Geldof Kompilation mit dem exklusiven Lied Loyalty Bound. Nach einigen Verschiebungen konnte die Produktion des sechsten Albums schließlich im Dezember 2007 realisiert werden, welches im Februar 2008 unter dem Namen Steadfast veröffentlicht wurde. Zu diesem Zweck reanimierten Forefather ihr eigenes Label unter dem neuen Namen Seven Kingdoms.

## Stil
Die Gruppe gibt an, von verschiedensten Bands beeinflusst worden zu sein, von Burzum bis Iron Maiden. Der lyrische Schwerpunkt liegt nicht wie im Genre üblich in der nordischen Mythologie oder den Wikingersagen, sondern in der angelsächsischen Frühgeschichte.

## Diskografie
- 1999: Deep into Time (Album, CD, Angelisc Enterprises; MC, Moon Records; LP, Eisenwald Tonschmiede)
- 2000: Legends Untold (Kompilation, CD; Millenium Metal Music)
- 2000: The Fighting Man (Album, CD; Angelisc Enterprises; MC, Moon Records; LP, Heidens Hart)
- 2002: Engla Tocyme (Album, CD; Angelisc Enterprises)
- 2004: Ours Is the Kingdom (Album, CD; Karmageddon Media)
- 2008: Steadfast (Album, CD, Seven Kingdoms; MC, Blackwood Productions)
- 2009: Summer's Flame (Single, 7"-Vinyl, Seven Kingdoms)
- 2011: Last of the Line (Album, CD, Seven Kingdoms)
- 2015: Curse of the Cwelled (Album, CD, Seven Kingdoms)
- 2017: Tales from a Cloud-Born Land (EP, CD, Godreah Records; MC, Fólkvangr Records)

Beiträge auf Kompilationen (Auswahl)
- 2000: The Fighting Man auf Ancient Ceremonies Compilation Vol.3 (CD, Ancient Ceremonies)
- 2004: The Shield Wall auf Hell Awaits N°32 (CD, Hell Awaits)
- 2005: Beholding The Daughters Of The Firmament auf Burzum - The Tribute (CD/2xLP, Ash Nazg)
- 2007: Loyalty Bound  auf Anti=Geldof Compilation (CD, Supernal Music)
- 2019: Man Of Iron auf Lords of the North : A Tribute to Bathory (CD/MC, Fólkvangr Records)